# Boros Csaba (zenész)

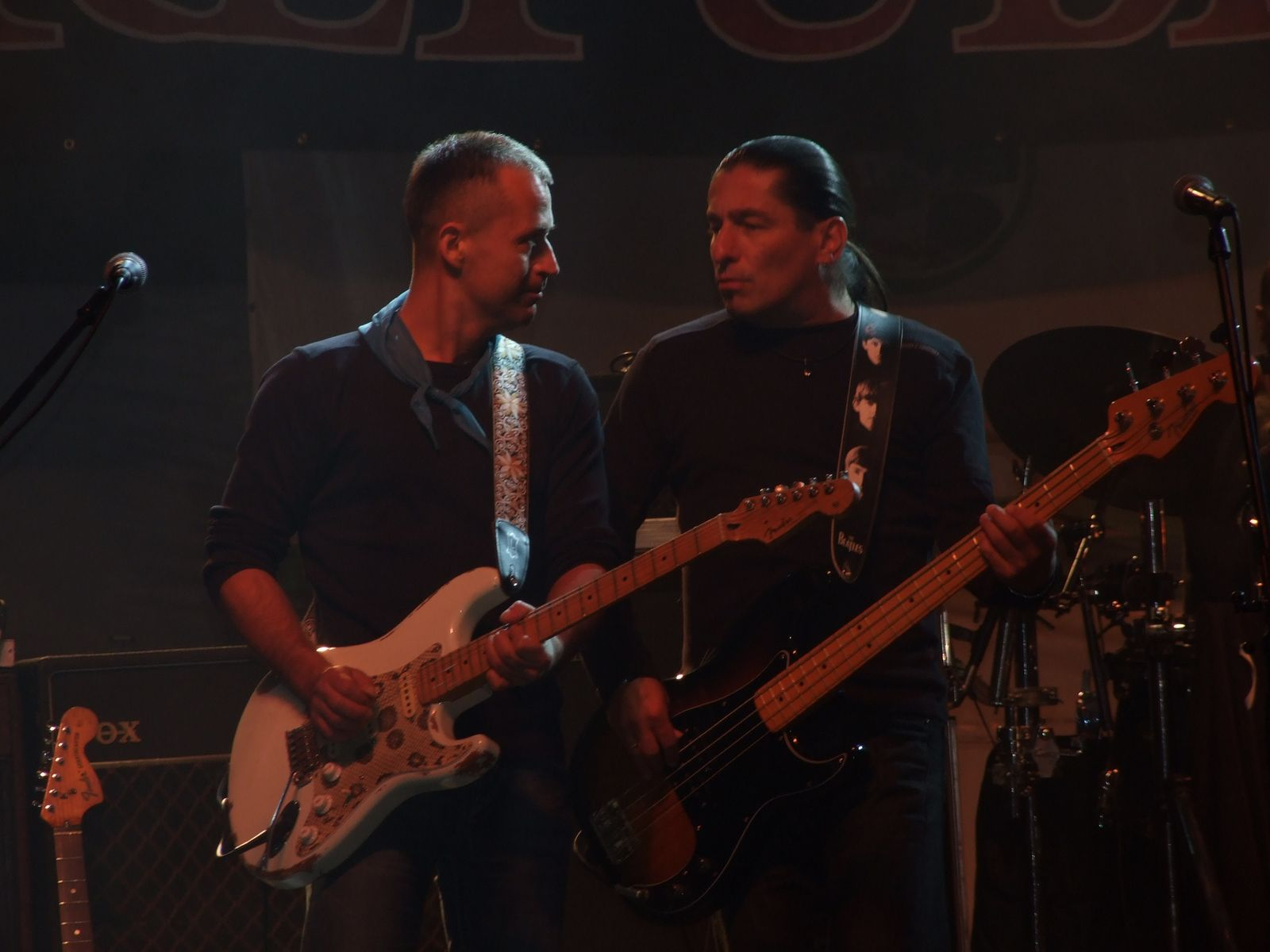
Patai Tamás (balra) és Boros Csaba (jobbra) a 2010-es SzeptemberFeszten

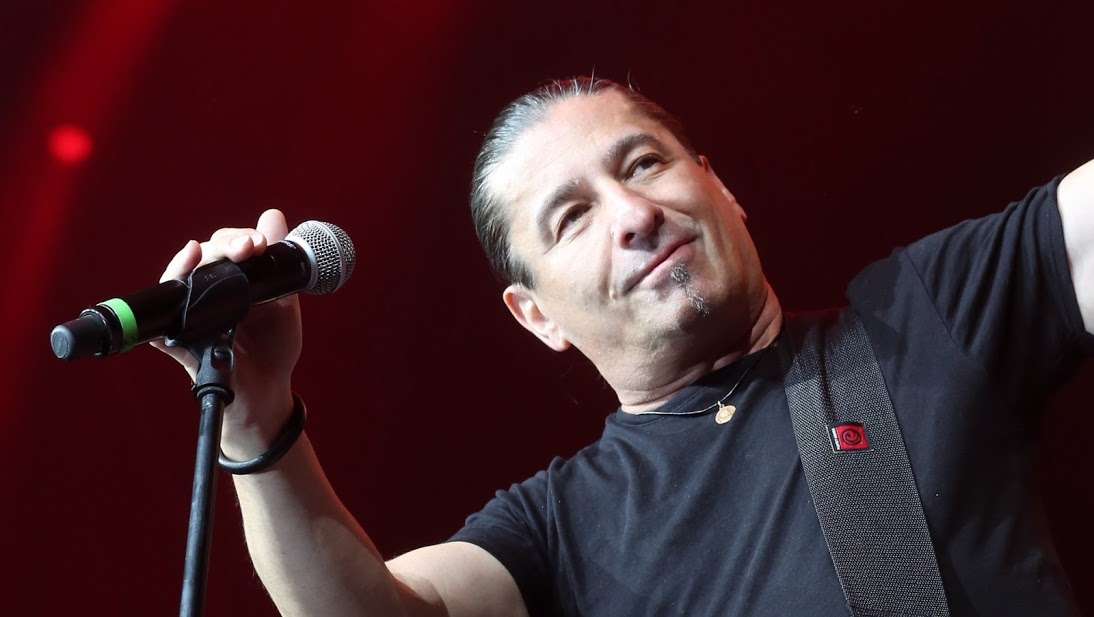
25 éves a Dévai Szent Ferenc Alapítvány - Nem Adom fel koncert az Arénában, 2018.08.13.

Boros Csaba (Csorna, 1962. november 17. –) magyar rockzenész, basszusgitáros, énekes, a Republic együttes basszusgitárosa, Cipő halála után a zenekar énekese és frontembere.

## Életpályája

### Korai évei
Boros Csaba 1962. november 17-én született Csorna városában, és 1969-ben, hétéves korában családjával együtt elköltözött Győrbe. Fiatalkorában tehetséges tornásznak bizonyult, 1972-ben a serdülő tornászválogatott keretbe is beválogatták. Edzője Röck Samu volt. 1976 körül, általános iskolás korában a brit Deep Purple hard rock hatására néhány társával elhatározta, hogy egy együttest alapítanak; eredetileg elektromos orgonán játszott volna, de végül a gitározás mellett döntött.
Általános iskolai tanulmányait a győri Gárdonyi Géza Általános Iskolában folytatta, ezt követően a Kazinczy Ferenc Gimnázium, majd a Zrínyi Ilona Gimnázium keretei között tanult. Már iskolás évei alatt több együttesben játszott, de első komolyabb zenekara a Citrom volt, amellyel egy kislemezt is megjelentettek. Ezt követően a Kenguru nevű együttesben zenélt, aminek köszönhetően megismerte Cipőt, aki az együttes dalszövegírójaként tevékenykedett és vendégszerepelt a koncertjein.

### Republic
A Republic megalakulása előtt Bódi Lászlóval való ismeretségének köszönhetően meghívták a zenekar basszusgitárosának. 1990. február 23-án, utolsóként lépett be a Republic zenekarba, melynek tagjai Bódi László, Tóth Zoltán, Bali Imre és Szilágyi László voltak. Cipő javaslatára hivatalosan innen számítják a Republic együttes indulását. 1990 nyarán már felléptek a Beatrice koncertjein, mivel Nagy Feró megkedvelte a zenéjüket. Indul a mandula!!! címmel jelentették meg az első nagylemezüket 1990-ben.
Az együttes munkájában zeneszerzőként is részt vett, főleg a 2000-es években írt egyre több dalt. Az ő szerzeménye például a Könnyek helyett, a Só és cukor, az Ahová megyek, a Dudu és a Varsó hiába várod. 2004-től dalszövegeket is ír, ezeket a szerzeményeit ő maga énekli. Az első ilyen dala a Sose ébressz fel, ha más dala szól.
2010. március 15-én a Republic tagjaként „az Együttes megalakulása 20. évfordulója alkalmából, méltán népszerű, nagy sikernek örvendő előadóművészi tevékenységük elismeréseként” Boros az együttes többi tagjával – Bódi Lászlóval, Nagy László Attilával, Patai Tamással és Tóth Zoltánnal – a Magyar Köztársasági Érdemrend tisztikeresztjének polgári tagozatában részesült.
Nekem mindig az a fontos, hogy a koncerteken a színpad előtt kik állnak és mit tudok nekik aznap este nyújtani. Hogy mi a visszajelzés az ő részükről. Számomra a közönség a legfontosabb, azok, akik ott vannak.

### Televízió és rádió
2016-tól 2021-ig a Petőfi Rádió Minek nevezzelek? című műsorának volt házigazdája. 2022-ben a Duna Csináljuk a fesztivált! című műsorának hetedik évadában zsűritag.

## Magánélete
Jelenleg egy tárnoki házban él családjával. Felesége Szilvia, ikerfiaik vannak, akik közül a kisebbik, Ákos oxigénhiány miatti agyvérzéses állapotban született. Zenei példaképének John Lennont (1940–1980), a The Beatles gitárosát tekinti. Elmondása szerint „azért óriási John Lennon, mert ő nemcsak egy zenész. Ő egy korszaknak az élenjáró prófétája. Nemcsak arról lehet beszélni, hogy miről írta meg a dalt, vagy hogy jól írta-e meg, hanem arról is, hogy mit képviselt. És ő nagyon sok minden képviselt”.

## Elismerései
- A Magyar Köztársasági Érdemrend tisztikeresztje (2010) (a Republic többi tagjával)[14]